# Bogumiła Kaniewska
Bogumiła Anna Kaniewska (ur. 1964) – polska literaturoznawczyni, polonistka, tłumaczka, profesor nauk humanistycznych. Specjalizuje się w historii literatury, literaturze współczesnej i teorii literatury. Jest kierownikiem Zakładu Semiotyki Literatury Instytutu Filologii Polskiej na Wydziale Filologii Polskiej i Klasycznej UAM. Od 1 września 2020 roku jest rektorem Uniwersytetu im. Adama Mickiewicza w Poznaniu.

## Życiorys
Absolwentka IV Liceum Ogólnokształcącego w Poznaniu (1982), gdzie uczęszczała do klasy z Mariuszem Sabiniewiczem. W 1988 roku ukończyła polonistykę na Uniwersytecie im. Adama Mickiewicza w Poznaniu. W 1995 roku uzyskała stopień doktora nauk humanistycznych na podstawie pracy Narracja pierwszoosobowa w polskiej prozie współczesnej, a w 2001 roku habilitowała się na UAM rozprawą Śladami Tristrama Shandy. W latach 2005–2012 była zastępcą dyrektora ds. nauki Instytutu Filologii Polskiej UAM, a w latach 2012–2016 – dziekanem Wydziału Filologii Polskiej i Klasycznej Uniwersytetu im. Adama Mickiewicza w Poznaniu. W 2015 otrzymała tytuł profesora nauk humanistycznych. W roku 2016 została wybrana na prorektora ds. studenckich Uniwersytetu im. Adama Mickiewicza w Poznaniu w kadencji 2016–2020, a 29 czerwca 2020 roku – rektorem tegoż Uniwersytetu, uzyskując reelekcję na drugą kadencję w 2024. Została wybrana przewodniczącą Konferencji Rektorów Akademickich Szkół Polskich w kadencji 2024–2028.

## Praca naukowa
W swojej pracy naukowej zajmuje się głównie literaturą XX wieku, uprawia krytykę literacką (m.in. na łamach „Nowych Książek”) i tłumaczy prozę anglojęzyczną (Alicja w krainie czarów, Po drugiej stronie lustra). Jest autorką 8 książek (w tym 2 we współautorstwie) i ponad 80 artykułów naukowych. Jest autorką prac z dziedziny teorii powieści Świat w granicach „ja”. O narracji pierwszoosobowej (1997), Śladami Tristrama Shandy (2000), a także książek o charakterze popularyzatorskim Wiesław Myśliwski (1995), Henryk Sienkiewicz (1999).
Współautorka podręczników akademickich i szkolnych. Swoje doświadczenia dydaktyczne wykorzystała między innymi jako współautorka skryptu akademickiego Teoria literatury (wraz z Anną Legeżyńską) oraz książki Literatura polska XX wieku (wraz z Anną Legeżyńską i Piotrem Śliwińskim).
Jurorka trzech konkursów literackich, w tym Poznańskiej Nagrody Literackiej. Promotor licznych prac licencjackich, magisterskich i doktorskich. Kierowała lub współkierowała sześcioma projektami NCN, KBN, MNiSW, KE.